# Dusponera semifalcata
Dusponera semifalcata är en fjärilsart som beskrevs av Paul Dognin 1914. Dusponera semifalcata ingår i släktet Dusponera och familjen nattflyn. Inga underarter finns listade i Catalogue of Life.